# Lago Ángel Gallardo
Ángel Gallardo es un lago ubicado en el departamento Los Lagos de la provincia del Neuquén (Argentina).
Se encuentra muy cerca del límite con Chile y dentro del Parque Nacional Nahuel Huapi. El acceso se debe realizar a pie, ya que no existen rutas ni poblaciones importantes, excepto por algunos pobladores dispersos. En el verano se realizan excursiones desde Villa La Angostura, previo cruce del lago Nahuel Huapi, hasta la zona llamada Brazo Machete. Se puede practicar la pesca con mosca.
Lleva su nombre en honor al político, científico e ingeniero argentino Ángel Gallardo.
- Datos: Q664558